# Brevipalpus turrialbensis
Brevipalpus turrialbensis är en spindeldjursart som beskrevs av David C.M. Manson 1963. Brevipalpus turrialbensis ingår i släktet Brevipalpus och familjen Tenuipalpidae. Inga underarter finns listade.